# Sort havre
|  | Relevans? Det står ikke klart, hvorfor denne artikel er relevant i Wikipedia. Dette spørgsmål bør diskuteres. |

 Der er for få eller ingen kildehenvisninger i denne artikel, hvilket er et problem. Du kan hjælpe ved at angive troværdige kilder til de påstande, som fremføres i artiklen.

Sort havre (Avena sativa var. niger) er en gammel kornsort, der adskiller sig fra moderne, forædlede havresorter ved sin mørke farve på avnerne, højere skalandel og et anderledes ernæringsprofil. Den anvendes i dag især til fremstilling af sorthavregryn, der sælges som grovvalsede og markedsføres som funktionel mad med et højt indhold af beta-glucaner og bløde fibre.

## Betegnelse og farve
Sort havre har fået sit navn fra farven på de yderste avner, der under modning bliver mørke – typisk sorte eller grå. I litteraturen opdeles havre i fire kategorier efter avnefarve: hvid, gul, grå og sort havre. Farven har ikke direkte indflydelse på grynenes farve; selve havrekernen (endospermen) er lys og bliver derfor hvid, når avnerne fjernes og kornet valses til havregryn. Dette forklarer, hvorfor sorthavregryn fremstår hvide, selv om den hele havre har mørk skal.

## Historisk anvendelse og forædling
Sort havre er en af de ældre sorter, der blev brugt i Europa i århundreder før den moderne, forædlede gule og hvide havre vandt frem. I løbet af 1800- og 1900-tallet blev avlen koncentreret om sorter med lavere skalandel (typisk 24–27 % for hvid/gul havre mod 30–33 % for sort/grå havre), højere udbytte og bedre egenskaber til dyrefoder. Ifølge Anders Borgen er det en væsentlig årsag til, at sort havre blev fortrængt – trods dens fordele i human ernæring. Korn med sorte avner har generelt et højere indhold af mineraler og fibre, og anses derfor af mange som sundere og bedre egnet til funktionel kost.

## Ernæring og funktionel mad
Sorthavregryn har et særligt ernæringsmæssigt indhold med fokus på beta-glucaner, som er vandopløselige fibre med dokumenteret kolesterolsænkende effekt. De betegnes som en vigtig komponent i funktionel mad – dvs. fødevarer med en specifik sundhedsfremmende virkning. Et særligt kendetegn ved sort havre er, at fibrene er blødere og mere opløselige, hvilket betyder, at de ændre struktur allerede ved 64 °C under opvarmning. Dette har praktiske konsekvenser for tilberedning.

## Havregrød og tilberedning
De fleste opskrifter på havregrød anbefaler finvalsede gryn og 5 minutters kogning. Dette stammer fra industrielle tilberedningskrav til forædlede og hårde havresorter, der kræver længere opblødning og kogning. I modsætning til at kostråd nu har vægt på at spise groft, var det førhen ringeagtet. For sorthavregryn kan kortere opblødning og lavere temperatur give et bedre resultat selv som grovvalsede, da fibrene hurtigere bliver opløselige og grøden dermed får en blødere konsistens og mere cremet tekstur.

## Dyrkning og sortsegenskaber
Dyrkning af sort havre foregår i dag i begrænset omfang og ofte i mindre, økologiske nicheproduktioner. Viden om dyrkningsvejledning, resistens og udbytte er ofte sparsom, da der ikke findes mange moderne forsøg eller avlsprogrammer baseret på gamle sorter. I gamle kilder nævnes dog, at sort havre er modstandsdygtig overfor visse sygdomme og kan være mere robust under marginale vækstforhold. På den anden side er udbyttet lavere og tærskning vanskeligere pga. højere skalandel og fastsiddende avner.

## Blackoatsfarm og moderne anvendelse
Et eksempel på moderne produktion af sorthavregryn er Blackoatsfarm by Engdigegaard, som specialiserer sig i økologisk sort havre. Her sælges grynene udelukkende som grovvalsede. Årsagen er, at finvalsning her er unødvendig og blot en ekstra og overflødig industriel proces, eftersom sort havre i sig selv har bløde fibre og giver en cremet konsistens allerede ved skånsom tilberedning. Sort havre er med andre ord løsningen på det, som finvalsning blev opfundet for at løse – nemlig at forsøge at gøre hård havre mere spiselig og nemmere at tilberede. Blackoatsfarm fremhæver desuden sort havre som en smagsrig og ernæringsmæssigt overlegen havretype, med både sundhed og bæredygtighed som kerneværdier.

## Anvendelse i opskrifter
Sorthavregryn kan anvendes på samme måde som almindelige havregryn, men den grovvalsede struktur og bløde fiberprofil gør dem desuden særligt velegnede til opskrifter, hvor man ønsker mere bid og fylde. De anvendes ofte til:
- Langtidsgrød eller køleskabsgrød, hvor grynene trækker væske natten over og bliver cremede uden kogning.
- Bagning af brød og boller, hvor de tilfører både tekstur og næringsværdi.
- Granola og müsliblandinger, hvor den nøddeagtige smag og grove struktur gør sorthavre til en favorit blandt entusiaster.
- Veganske postejer og frikadeller, hvor de grove gryn kan fungere som bindemiddel og fiberkilde.

Opskrifter bør dog tilpasses, da sorthavregryn absorberer mere væske og har en væsentlig kortere kogetid end finvalsede gryn.

## Ernæringsprofil og sundhedsfordele
Sorthavregryn er rige på kostfibre, særligt beta-glucaner, som er blevet godkendt af både EFSA og FDA som en funktionel ingrediens med dokumenteret effekt på kolesterolsænkning og blodsukkerregulering. Ud over dette indeholder sort havre:
- Flere mineraler som magnesium, zink og jern, sammenlignet med almindelig gul havre.
- Et højere indhold af antioxidanter, herunder avenanthramider, som har antiinflammatoriske egenskaber.
- Ingen gluten, hvilket gør sorthavre egnet til glutenreduceret kost.

## Biodiversitet og bevaring af gamle sorter
Sort havre er et eksempel på en gammel kornsort, der i dag bevares og genintroduceres som led i bestræbelserne på at fremme agrobiodiversitet og modstandsdygtighed i landbruget. Disse sorter rummer genetiske egenskaber, som moderne sorter ofte har mistet – herunder robusthed overfor visse sygdomme og bedre tilpasning til økologisk dyrkning. Bevarelsen af sådanne sorter er vigtig ikke kun for kulturel og kulinarisk arv, men også som ressource i fremtidig planteforædling under klimaforandringer og ændrede vækstbetingelser.
I Danmark arbejdes der aktivt med bevaring og formidling af gamle kornsorter gennem initiativer som Agrologica, Økologisk Landsforening og avlere som Blackoatsfarm by Engdigegaard. Der findes dog stadig kun begrænset adgang til officielle data om udbytte, næringsindhold og resistens for disse sorter, hvilket gør forsknings- og registreringsarbejdet centralt for deres videre anvendelse.

## Literatur
- Borgen, Anders (2021)[2]. Havre i fortid og nutid. Forlaget Agrologica. – Indeholder detaljeret dansk beskrivelse af havrens historie, forædling, anvendelse og klassificering efter farve og skalandel.
- Borgen, Anders og Per Grupe (2012)[6]. Gamle danske kornsorter. En rapport om deres historie og om anvendelsen i økologisk landbrug.